# Портрет Джованни Торнабуоні
«Портрет Джованни Торнабуоні» — картина пензля Доменіко Гірландайо, експонується в музеї Тиссена-Борнемісса в Мадриді.

## Опис
Портрет виконаний на тлі ніші з предметами, які підкреслюють вишуканий смак і характер Джованни Торнабоуні. Брошка у формі дракона з двома перлинами і рубіном складає комплект з кулоном на шовковій нитці, що висить на шиї Джованни. Вони натякають на її суспільне життя. Коштовності врівноважені молитовником, що лежить в іншій частині ніші, і чотками з кораловими намистинками, прибитими до верхньої частини ніші. Вони повинні підкреслювати побожність Джованни та її багатий внутрішній світ. Між чотками і молитовником розташована табличка з частиною XXXII епіграми римського поета I століття н. е. Марка Валерія Марціала, що присвячена портрету генерала Марка Антонія (лат. Marcus Antonius Primus; бл. 40 — бл. 100):
| Мистецтво, якби ти мало змогу показати характер і душу, не було б у світі картини прекрасніше. 1488 Оригінальний текст (лат.) ARS UTINAM MORES ANIMUMQUE EFFINGERE POSSES PULCHRIOR IN TERRIS NULLA TABELLA FORET MCCCCLXXXVIII |

Ця картина є прекрасним прикладом портрета флорентійського кватроченто — строга профільна поясна композиція, руки зведені разом. Риси і пропорції обличчя і тіла ідеалізовані. Все це помітно в лініях, які задають форму тіла, і в обличчі, яке не виражає ніяких яскравих почуттів та емоцій. Як і в багатьох інших італійських портретах XV століття, ідеальна краса Джованни Торнабоуні заснована на теоретичних засадах і прикладах з античного мистецтва, доповнених індивідуальними рисами моделі.

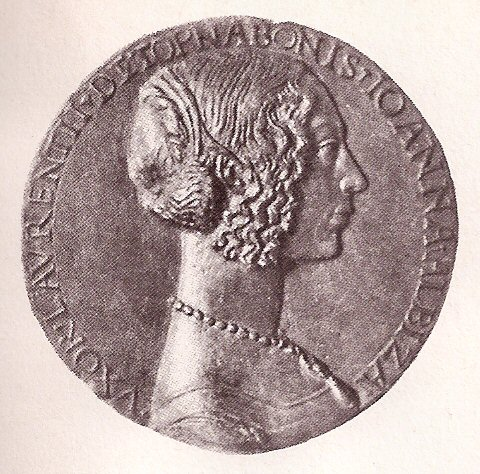
Медаль роботи Ніколло ді Форцоне Спінеллі (Фьорентіно)

Особа моделі, зображеної на портреті, була встановлена за медалями з її профілем. Одна з медалей, ймовірно, є роботою гравера Нікколло Фьорентіно і зберігається в Національній галереї мистецтв у Вашингтоні. Інша медаль цього ж гравера із зображенням Джованни і написом «IOANNA ALBIZA VXOR LAURENTII DETORNABONIS» виставлена у флорентійському музеї Барджелло. Можливо, медалі були замовлені з нагоди весілля Джованни дельї Альбіцці і Лоренцо Торнабуоні. Джованна присутня також на фресці «Зустріч Марії та Єлизавети», яку Гірляндайо виконав в капелі Торнабуоні церкви Санта Марія Новелла на замовленням її свекра. На фресці вона зображена в повний зріст, але поза, одяг і прикраси практично цілком повторюють портрет 1488.

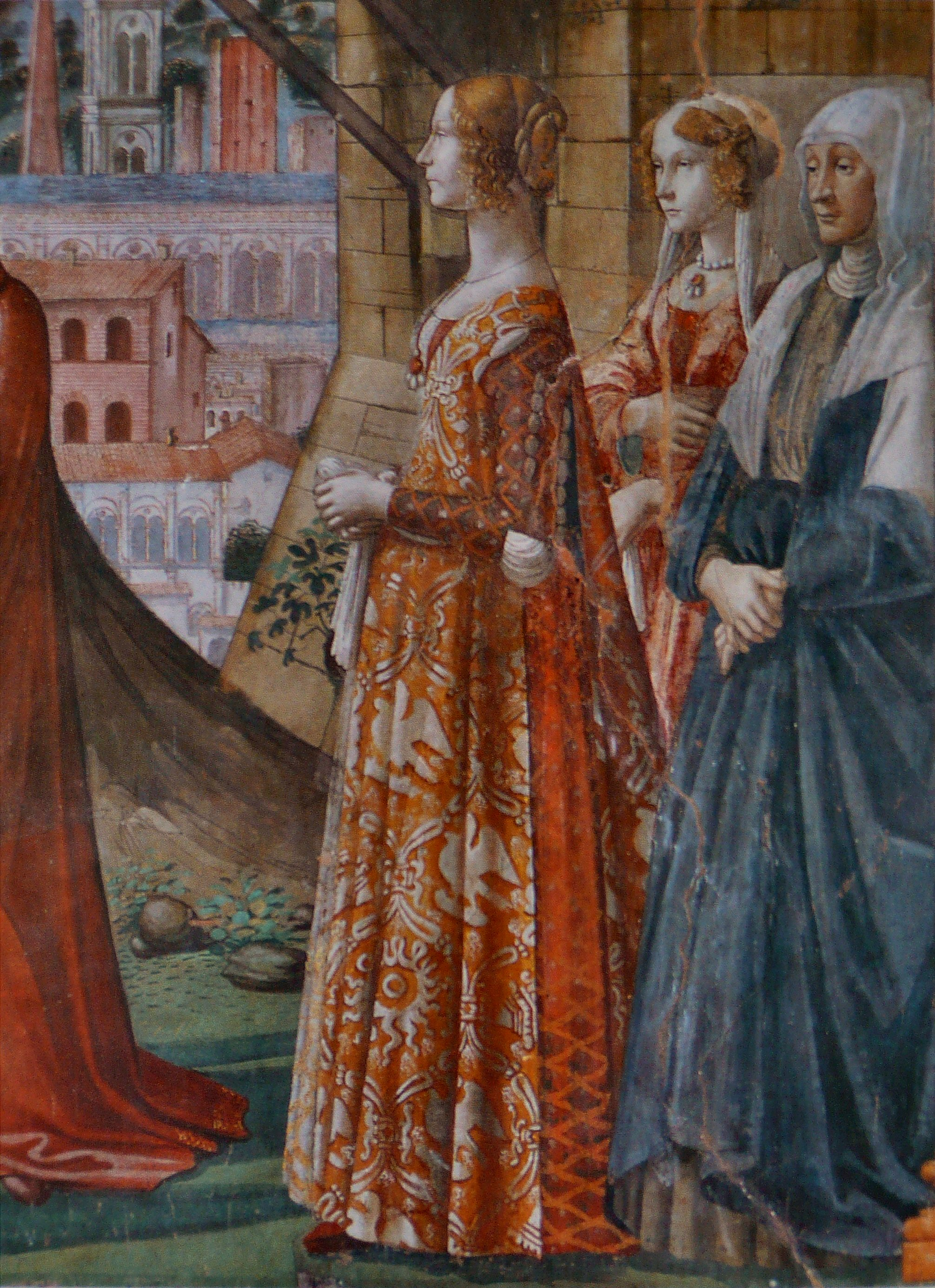
Деталь фрески «Зутріч Марії та Єлизавети»

Джованна дельї Альбіцці народилася 18 грудня 1468, вийшла заміж за Лоренцо Торнабуоні 15 червня 1486 і померла при пологах 7 жовтня 1488. Ян Лауц (Jan Lauts) висунув версію, що її портрет був написаний раніше фрески із церкви Санта Марія Новелла і слугував моделлю для більш масштабної «Зустріч Марії та Єлизавети». Джон Поуп-Хеннессі (John Pope-Hennessy) припускав, що портрет був написаний пізніше фрески і є посмертним зображенням Джованни, а рік на табличці з цитатою з Марціала вказує на час смерті.

## Провенанс
Портрет знаходився у власності родини Торнабуоні в їх палаці у Флоренції і перейшов до родини Пандольфіні у XVII столітті. Серед пізніших власників — барон Сейєр і герцогиня Заганська. Є свідчення про перебування портрету в брайтонській колекції Генрі Віллета (Henry Willet) в 1878 році, звідки він перейшов у власність Родольфа Канна. Картина була придбана банкіром Морганом у 1907 році і перейшла до музею Тиссена-Борнемісса з нью-йоркської Бібліотеки Моргана в 1935 році. Збереглася фотографія Західної кімнати Бібліотеки Моргана, створена до 1913 року, де портрет Джованни Торнабуоні в сучасній рамі стоїть на мольберті серед інших творів бібліотечного фонду.